# Atylopsis procerus
Atylopsis procerus is een vlokreeftensoort uit de familie van de Pleustidae. De wetenschappelijke naam van de soort is voor het eerst geldig gepubliceerd in 1986 door Andres.